# Nefropatia bałkańska

Występowanie nefropatii bałkańskiej

Nefropatia bałkańska (ang. Danubian endemic familial nephropathy – DEFN, Balkan endemic nephropathy) – rzadka postać śródmiąższowego zapalenia nerek. Występuje endemicznie w dorzeczu Dunaju.
Etiologia choroby jest nieznana. W patogenezie choroby bierze się pod uwagę współdziałanie czynników genetycznych, wpływ mykotoksyn zwartych w pożywieniu, intoksykację ołowiem i kadmem oraz niedobór mikroelementów. Niedawno zaproponowano, że ma w niej udział ekspozycja na kwas aristocholowy, zawarty w roślinie Aristolochia clematitis.